# Morgan’s Bay
Morgan’s Bay (auch Morgans Bay oder Morgan Bay; afrikaans Morganbaai) ist ein Küstenort am Indischen Ozean in der Lokalgemeinde Great Kei der südafrikanischen Provinz Eastern Cape.
Die Lokalität wurde 1822 nach A. F. Morgan benannt, einem Marineoffizier auf dem Schiff Barracouta, das gemeinsam mit anderen Schiffen der britischen Admiralität die Küste zwischen Lourenço Marques und der Mündung des Keiskamma River erkundete.

## Geografie
Die Ortslage von Morgan’s Bay erstreckt sich westlich der Mündung des Inchara River (iGxarha) in den Indischen Ozean. Die Flussmündung bildet ein Ästuar, das durch eine stabile Sandbank vom Ozean abgetrennt ist. Der Küstenabschnitt mit der Ortschaft befindet sich im Bereich der Wild Coast.
Im Jahre 2011 hatte Morgan’s Bay 321 Einwohner in 105 Haushalten. Im Ortsbereich lebten zu dieser Zeit rund 48 % schwarze, 47 % weiße und 4 % demografisch anders erfasste Einwohner.

## Wirtschaft
Die Küstenortschaft ist ein vorwiegend inländisches Urlaubsziel. Die touristischen Angebote sind vielseitig: Angeln, Baden, Hochseeangeln, Kajaksport, Klettern, Reit- und Fahrradtouren, Strandwanderungen und Vogelbeobachtungen.

## Verkehr
Auf dem Landweg ist Morgan’s Bay über zwei Landstraßen erreichbar, die unweit des Ortes von der Regionalstraße R349 abzweigen. Nördlich von East London mündet die R349 in die Nationalstraße N2. Mit dem benachbarten Kei Mouth ist Morgan’s Bay über die Regionalstraße verbunden. Auf dem Luftweg kann Morgan’s Bay auf der Landebahn Brown’s Landing oder dem benachbarten Kei Mouth Airport angeflogen werden.

## Sehenswürdigkeiten
- Siedlung am Ästuar des Inchara River mit Sandbank zum Indischen Ozean
- Xhosa-Kultur im Elunxwemeni-Township[7]
- Dünenlandschaft entlang der Küste des Indischen Ozeans in Richtung Osten[8]
- Felsenlandschaft entlang der Küste des Indischen Ozeans in Richtung Südwesten nach Double Mouth. Die Szenerie mit Felsengruppen und von Vegetation bedeckten Dünenbergen um das ausgedehnte Ästuar Double Mouth ist ein touristisch erschlossenes Naturschutzgebiet.[9]
- Cape Morgan Lighthouse in Richtung Kei Mouth